# Campeonato de Portugal 1926
Pátý ročník Campeonato de Portugal (portugalského fotbalového poháru) se konal od 9. května do 6. června 1926.
Trofej získal poprvé v klubové historii CS Marítimo, které ve finále porazil CF Os Belenenses 2:0.